# Décennie 1200 en arts plastiques
Cette page concerne les années 1200 en arts plastiques.

## Décès
- 1205 :
  - Nicolas de Verdun, orfèvre mosan.
  - Fujiwara Takanobu, peintre japonais.